# Русија на Летњим олимпијским играма 1908.
Русија је учествовала на Летњим олимпијским играма одржаним 1908. године у Лондону, Велика Британија. То је било њено друго учешће на Олимпијским играма.
Из Русије су учествовала укупно шест такмичара који су се такмичили у три спортске дисциплине. На овим играма руски такмичари су освојили три медаље од тога једну златну у уметничком клизању и две сребрне у рвању.

## Учесници по спортовима
| Спорт             | Мушкарци | Жене | Укупно |
| ----------------- | -------- | ---- | ------ |
| Атлетика          | 1        | 0    | 1      |
| Рвање             | 4        | 0    | 4      |
| Уметничко клизање | 1        | 0    | 1      |
| Укупно(3)         | 6        | 0    | 6      |

## Освајачи медаља
| медаља | име               | спорт             | дисциплина        | датум       |
| ------ | ----------------- | ----------------- | ----------------- | ----------- |
|        | Николај Панин     | Уметничко клизање | Специјалне фигуре | 29. октобар |
|        | Николај Орлов     | Рвање             | Грчко-римски стил | 25. јул     |
|        | Александар Петров | Рвање             | Грчко-римски стил | 24. јул     |

## Резултати по дисциплинама

### Атлетика
Једини руски атлетичар на овим играма је био Георг Линд и он се такмичио у маратону, где је заузео 19. место од укупно 27. такмичара
| Дисциплина | Позиција | Атлетичар  | Квалификације | Полуфинале   | Финале    |
| ---------- | -------- | ---------- | ------------- | ------------ | --------- |
|            |          |            |               |              |           |
| Маратон    | 19.      | Георг Линд | није одржано  | није одржано | 3:26:38.8 |
|            |          |            |               |              |           |

## Уметничко клизање
| Дисциплина        | Позиција | Клизач        | Резултат |
| ----------------- | -------- | ------------- | -------- |
|                   |          |               |          |
| Умртничко клизање | —        | Николај Панин | Одустао  |
|                   |          |               |          |
| Специјалне фигуре | 1.       | Николај Панин | 43.8     |
|                   |          |               |          |

### Рвање
| Дисциплина        | Позиција | Рвач              | Круг од 32   | Круг од 16       | Четврт- финале  | Полу- финале   | Финале          |
| ----------------- | -------- | ----------------- | ------------ | ---------------- | --------------- | -------------- | --------------- |
|                   |          |                   |              |                  |                 |                |                 |
| Грчко-римски стил | 2.       | Николај Орлов     | Слободан     | Победио Лунд     | Победио Радвањ  | Победио Линден | Изгубио од Поро |
|                   |          |                   |              |                  |                 |                |                 |
| Грчко-римски стил | 9.       | Георгиј Демин     | Слободан     | Изгубио од Франк | Испао           | Испао          | Испао           |
|                   |          |                   |              |                  |                 |                |                 |
| Грчко-римски стил | 9.       | Јевгениј Замотин  | Слободан     | Изгубио од Пајр  | Испао           | Испао          | Испао           |
|                   |          |                   |              |                  |                 |                |                 |
| Грчко-римски стил | 2.       | Александар Петров | Није одржано | Није одржано     | Победио Хамфрис | Победио Пајр   | Изгубио од Вајс |
|                   |          |                   |              |                  |                 |                |                 |